# Broken in Pieces
Broken in Pieces é o álbum de estreia da banda canadense Stutterfly, lançado em 2002 pela gravadora Sterile Records.
| Críticas profissionais                                                      | Críticas profissionais |
| Avaliações da crítica                                                       | Avaliações da crítica  |
| Fonte                                                                       | Avaliação              |
| --------------------------------------------------------------------------- | ---------------------- |
| allmusic                                                                    | (sem avaliação)        |
| Esta tabela precisa de ser acompanhada por texto em prosa. Consulte o guia. |                        |

## Faixas
1. "Through Me" - 4:59
2. "Gun In Hand" - 5:58
3. "Silent Scream" - 4:06
4. "Frail" - 4:20
5. "Out of the Mud" - 4:37
6. "Hollow" - 4:24
7. "Insecure" - 4:11
8. "Out of Spite" - 5:48
9. "Sick Pig" - 2:44
10. "Life's Disease" - 2:42
11. "Flames Adorn the Silence" - 9:09